# 이맹희
이맹희(李孟熙, 1931년 6월 20일 ~ 2015년 8월 14일)는 대한민국의 기업인이다. 삼성그룹의 제2대 회장이자, 제일제당(CJ)의 제2대 회장과 명예회장이었다.

## 생애

### 초기 활동
1931년 6월 20일에 경상남도 의령에서 태어난 이맹희는 대구수창국민학교와 경북중학교를 졸업하였다. 이후 도쿄 농업대학과 대학원을 졸업하고 미시간주립대 대학원에서 경제학 박사 학위를 취득하는 등 일본과 미국 유학생활을 거칠 정도로 '황태자'에 어울리는 학창 시절을 보냈다.
일본 유학 막바지인 1956년 12월 1일에 이맹희는 손복남과 결혼하였다. 그해 11월 1일 결혼 이야기가 나온 후 불과 한 달 만에 올린 결혼식이었다. 일본 유학을 마친 이맹희는 곧바로 미국 유학길에 올랐다. 결혼 두 달 만인 1957년 2월이다. 이때 미국 유학길에 동행한 사람이 매제 구자학 아워홈 회장이다.

### 기업 활동
한국으로 돌아와 이맹희가 처음 직장생활을 한 것은 1960년에 한일은행에 입행하였고, 이맹희는 입행한 지 2년 만인 1962년 안국화재로 직장을 옮겼는데 이후 안국화재-미풍산업-삼성물산-중앙일보-삼성문화재단-삼성전자 등 삼성그룹 내 요직을 두루 거쳤다. 창업주의 장남으로서 그룹 후계자 과정을 착실히 밟아나간 것이다. 사카린 밀수 사건이 터지면서 하루아침에 후계구도에서 밀려났다.
1966년 사카린 밀수 사건 이후 잠시 삼성그룹을 맡아보기도 했다. 1966년 5월 24일 삼성에서 울산에 공장을 짓고 있던 한국비료가 사카린 2259 포대(약 55t)를 건설자재로 꾸며 들여와 판매하려다 들통이 났다. 이것이 누구의 지시에 의한 것인지는 확실하지 않다.
뒤늦게 이를 적발한 부산세관은 같은해 6월 1059 포대를 압수하고 벌금 2천여만 원을 부과하였다. 삼성은 한국비료 공장을 짓기 위해 일본 미쓰이사로부터 정부의 지급보증 아래 상업차관 4천여만달러까지 들여왔다.
사카린 밀수를 현장지휘했다고 밝힌 이맹희가 1993년 발간한 《회상록 - 묻어둔 이야기》에서 
| “ | 1965년 말에 시작된 한국비료 건설과정에서 일본 미쓰이는 공장건설에 필요한 차관 4200만 달러를 기계류로 대신 공급하며 삼성에 리베이트로 100만 달러를 줬다. 아버지(이병철 회장)는 이 사실을 박 대통령에게 알렸고 박 대통령은 “여러가지를 만족시키는 방향으로 그 돈을 쓰자”고 했다. 현찰 100만달러를 일본에서 가져오는 게 쉽지 않았다. 삼성은 공장 건설용 장비를, 청와대는 정치자금이 필요했기 때문에 돈을 부풀리기 위해 밀수를 하자는 쪽으로 합의했다. 밀수현장은 내(이맹희)가 지휘했으며 박 정권은 은밀히 도와주기로 했다. 밀수를 하기로 결정하자 정부도 모르게 몇가지 욕심을 실행에 옮기기로 했다. 이 참에 평소 들여오기 힘든 공작기계나 건설용 기계를 갖고 오자는 것이다. 밀수한 주요 품목은 변기, 냉장고, 에어컨, 전화기, 스테인레스 판과 사카린 원료 등이었다. | ” |

후일 이병철은 자신의 자서전 호암자전에서 정부가 삼성을 죽이려고 한 것이라며 억울함을 호소한다. 그러나 이병철 등이 직접 개입되어 있는가, 정부의 재벌 죽이기식 표적수사였는가의 사실관계 여부 확인은 오리무중이다.
야당과 재야 단체에서는 사카린 밀수 사건의 진상 조사를 요구했고 이병철은 결국 사카린 밀수 사건으로 “모든 사업에서 손을 떼겠다”고 밝히고 사업에서 물러났다가 18개월 만인 1968년 2월에 다시 복귀하였다. 이때 장준하 등 야당인사는 박정희 등이 특정 재벌을 비호한다며 비난하기도 했고, 그 일에 대해 국회 오물 투척 사건(김두한이 당시 삼성 협력자였던 정일권과 그의 인사들한테 오물을 투척하였다는 사건)을 일으키는 국회에서도 문제가 되기도 했다. 그러나 이병철은 주변의 반대와 비난을 극적으로 극복하고 다시 경영에 복귀하게 된다.
그러나 그 과정에서 아들인 이창희 등만이 처벌되고 이병철에게는 아무런 제재도 가해지지 않았다. 이 기간 중 사카린 밀수 사건을 수습하고 삼성그룹의 안정을 위해 노력하였다. 아버지 이병철이 삼성의 경영에 복귀한 뒤에는 1968년 삼성전자 부사장이 되었다.

### 생애 후반
그 뒤 이맹희는 후계자에서 밀려났고 아버지 사후 그룹이 셋째 아들 이건희에게로 승계되면서 이맹희는 1993년 제일비료 회장이 됐다. 1987년 9월에는 선데이 저널 등의 언론에 사카린 밀수 사건의 내막을 일부 공개하기도 했다.
2013년에는 이병철 선대회장의 상속재산을 둘러싸고 이맹희와 이건희는 법정다툼을 벌였다. 이건희에 따르면 이맹희에 대해 '30년전에 자신을 군대에 고소하고 아버지를 형무소에 넣겠다고 하고 청와대 그 시절에 박정희 대통령한테 고발했다가 가문에서 이미 퇴출당한 양반'이라며, '자기 입으로는 장손이다, 장남이다 그러지만 이미 아버지께서 "맹희는 완전히 내 자식 아니다"라고 못 박았으며, 지금도 자신을 포함해서 누구도 장손이라고 생각하는 사람이 없다'고 주장하였다. 이 소송에서 법원은 상속회복 청구권의 소멸시효가 지났고 재산의 동일성을 인정할 수 없다는 이유로 이건희 회장의 손을 들어줬다. 이맹희는 이어 항소를 했으나 2심에서도 패소하였다.
2012년 12월 폐암 2기 판정을 받고 폐의 3분의 1을 절제하는 수술을 받았지만 이듬해 암이 전이되어 일본에서 치료를 받아왔으나, 효과가 없어 중단하고 결국 2015년 8월 14일 중국 베이징에 세운 별장에서 끝내 별세하였다.

이맹희는 별세하면서 그의 직함에 생전 처음으로 'CJ명예회장'의 타이틀이 달렸다.

### 사후
그는 아버지 이병철 등이 매장된 경기도 용인시 선영에 묻히지 않고, CJ일가 소유의 경기도 여주시 연하산에 안장되었다.

## 기타

### 삼성 정통성
1966년에 사카린 밀수 사건이 터지자 아버지 이병철은 잠시나마 장남인 이맹희에게 삼성그룹의 경영을 맡겼지만 기대에 미치지 못하자 6개월도 안 돼 퇴직시키고 말았다.삼성그룹의 대권이 장남인 이맹희가 아닌 3남 이건희에게 넘어간 것은 이병철과 이맹희의 갈등 때문이었다. 한국비료 밀수 사건에 뿌리를 둔 부자간의 불화는 3남 이건희의 대권 승계라는 결과로 이어졌다. 아버지와 불화를 겪으며 삼성에서 쫓겨난 이맹희는 대구와 부산 국내 산간벽지를 떠도는 생활을 한 것으로 알려졌다.
이맹희는 '묻어둔 이야기'에서 아버지 이병철과 가족들이 자신을 정신병 환자로 몰아갔다는 점을 회상했다. 그는 "부산의 어느 양심 없는 의사를 찾아가 당시 돈으로 300만원인가를 주고 내가 정신병이라는 의사 소견서를 받아냈다고 한다."고 적었다. 또 "용인의 가족회의 석상에서 공개적으로 이야기를 진행했던 바 집안 식구들끼리 일을 분담했다. 물론 아버지의 지시였다. 누구는 병원에서 진단을 받고 누구는 경찰에 가서 형사 지원 요청을 하고 심지어는 내가 나중에 은행 대출을 하려고 하자 그것까지 집안 식구라 막고 나섰다. 당시 누구라도 아버지의 명령을 거역한다는 것은 불가능했다."고 회상했다.1984년 9월 중순 어느 날 밤 이맹희는 아버지 이병철의 부산 해운대 별장에서 지내고 있었다. 그의 손에는 브라우닝 6연발 샷건이 있었다. 잠시 뒤 현관문에서 건장한 사내 둘이 들어오더니 주춤거리며 "삼성 비서실에서 왔습니다."라고 말하자 이맹희는 화를 참지 못하고 총을 쏴서 사내들을 별장에서 몰아냈다. 이맹희는 이를 가족들이 자신을 정신병 환자로 몰아 격리시키려는 시도였다고 회상하였다.

## 가족 관계
- 할아버지: 이찬우(1879~1957)
- 할머니: 권재림(1881~1959)
  - 아버지: 이병철(1910~1987)
  - 어머니(친모): 박두을(1907~2000)
    - 누나: 이인희(1929~2019)
    - 매형: 조운해(1925~2019)
    - 배우자: 손복남(1933~2022.11.05)
      - 장녀: 이미경(1958~)
      - 장남: 이재현(1960~)
        - 자부: 김희재(1961~)
          - 손녀: 이경후(1985~)
            - 손서: 정종환(1980~)

          - 손자: 이선호(1990~)
            - 손부: 이래나(1995~2016) - 초혼
            - 손부: 이다희(1991~) - 재혼

      - 차남: 이재환(1962~)
        - 자부: 민재원(1967~)
          - 손녀: 이소혜(1994~)
          - 손자: 이호준(2001~)

    - 내연녀: 박모 씨
      - 삼남: 이재휘(1964~)

    - 처남: 손경식(1939~)
    - 남동생: 이창희(1933~1991)
    - 여동생: 이숙희(1935~)
    - 여동생: 이순희(1939~)
    - 여동생: 이덕희(1940~)
    - 남동생: 이건희(1942~2020)
    - 여동생: 이명희(1943~)

  - 어머니(계모): 구로다
    - 남동생: 이태휘(1947~)
    - 여동생: 이혜자(1952~)

## 학력
- 1944년 대구수창국민학교 졸업
- 1950년 경북중학교 졸업
- 1954년 도쿄 농업대학 농업학 학사
- 1956년 도쿄 농업대학 대학원 농업학 석사
- 1959년 미시간주립대학교 대학원 경제학 박사

## 경력
- 1965년: 안국화재 상무이사
- 1966년: 삼성그룹 회장
- 1968년: 삼성문화재단 이사
- 1968년: 삼성물산 부사장
- 1968년: 삼성전자 부사장
- 1968년: 제일제당 대표이사 부사장
- 1993년: 제일비료 회장
- 2015년: CJ그룹 명예회장

## 저서
- 1993년: <하고싶은 이야기>
- 1993년: <묻어둔 이야기>

## 참고 문헌
- 선데이 저널, 1987년 9월 13일자, 196호
- 이맹희, 《하고싶은 이야기》(청산, 1993)
- 이명희, 《묻어둔 이야기》(청산, 1993)
- 황명수, 《삼성의 기업문화 연구》(황명수 편저, 신양사, 1993)
- 홍하상, 《카리스마 VS 카리스마 이병철 VS 정주영》(한국경제신문, 2001)
- 김용철, 《삼성을 생각한다》(사회평론, 2010)
- 이병철, 《호암자전》(중앙일보사, 1986)
- 삼성그룹 비서실, 《삼성 50년사》(삼성그룹 비서실, 1989)
- 김병하, 《재벌의 형성과 기업가활동》(한국능률협회, 1991)

| 전임 이병철 | 제2대 삼성그룹 회장 1966년 9월~1968년 2월 14일 | 후임 이병철 |

| 전임 이병철 | 제2대 제일제당 총수 1987년~1993년 | 후임 이맹희 |

| 전임 이맹희 | 제3대 제일제당(CJ그룹) 회장 1993년~1995년 | 후임 손경식 |

|  | 초대 제일제당(CJ그룹) 명예회장 1995년~2015년 | 후임 손경식 |